# ヤマハ・フォーゲル
ヤマハ・フォーゲル (VOGEL)は、ヤマハ発動機が製造していたオートバイ（原動機付自転車）の車種である。正式型番はQB50。
1980年に発売された。ペットネームのフォーゲル (VOGEL) は、ドイツ語で鳥を意味する言葉である。
本田技研工業のゴリラの対抗車種として開発が行われた車種で、ハンドルが折り畳め、ガソリンタンクのキャップも漏れ防止のコックが付いていることにより、乗用車等のトランクに搭載可能となっている。またタンクは10リッターの容量があるため、無給油での長距離移動が可能となっている。
足回りは前後8インチ、合わせホイールのチューブタイヤを装備し、エンジンは空冷2ストローク単気筒ピストンリードバルブ49ccでGT50やMR50等と同系統のものを使用しており、変速機は4速リターンミッションで一番下がニュートラルのボトムニュートラルシフトとなっている。着座位置がほぼ後輪の上となるため、ラフなクラッチワークを行なうと、すぐにウイリーする。
フォーゲルは1983年まで生産され、販売終了となった。

## モデル一覧
- 4U71 - 1980年発売。車体色はアロマグリーン（深緑）、ニューエルトロオレンジ（橙）、ニューホワイト（白）。